# 住房与城市发展研究学院
住房与城市发展研究学院（英語：Institute for Housing and Urban Development Studies，简称），是荷兰鹿特丹伊拉斯姆斯大学的一所研究学院，隶属於该校经济学院及社会科学学院。IHS成立于1958年，提供研究生及博士生课程，短期培训，研究及项目实践，咨询服务和技术支持。

## 学院简介
IHS学院的活动范围分为三部分：教育、研究以及项目咨询。
在教育方面，IHS设有城市管理相关领域的研究生及博士生课程，短期培训,以及特制课程。
此外，IHS常年与许多国际组织进行实地项目研究与合作，合作伙伴主要有亚洲发展银行、非洲发展银行、世界银行、欧盟、联合国等。

## 历史
IHS的创立起源，最初是作为二战后荷兰重建工作的一部份，政府在鹿特丹建立了一座建筑中心Bouwcentrum，来进行城市的修复和重建。而为了应对日益增加的来自全球各地对Bouwcentrum的经验的需求，IHS于1958年成立，为发展中国家提供在住房和城市建设等领域的教育和项目解决方案.
学院的最初名称为Bouwcentrum International Education（BIE）。经过不断的改革与发展，更名为如今的Institute for Housing and Urban Development Studies。这所独立研究学院自上世纪90年代开始,与伊拉斯姆斯大学进行学术合作，并于2003年正式成为该大学中的一员。

## 课程范围
IHS学院的教育课程范围主要为城市管理与发展，城市规划，住房，土地管理，本地经济发展，气候变化管理，生态效益，等等。

## 荣誉与成就
2007年，IHS因其在住房、城市管理以及城市环境管理等领域的优质教育培训而获得“联合国人居奖”（UN-Habitat Scroll of Honour Award）。